# 남아메리카물개
남아메리카물개(South american fur seal)는 칠레, 페루, 아르헨티나 해안가에 서식하는 물개과 동물이다. 진한 회색 털을 가지고 있으며, 다 큰 개체는 체중이 150~200kg 정도이다. 천적은 범고래, 상어(백상아리, 청상아리, 뱀상어) 다.

## 사육현황
현재 우리나라에서는 서울동물원, 어린이대공원, 대전 오월드, 우치동물원 등에서 사육되고 있다.